# Sergio Canales
Sergio Canales Madrazo (Santander, Cantabria, 16 de febrero de 1991) es un futbolista español que juega como centrocampista y su equipo es el Club de Fútbol Monterrey de la Primera División de México.

## Trayectoria

### Racing de Santander
Sergio Canales llegó a la cantera del Real Racing Club de Santander con 10 años, destacando en el reputado Torneo Nacional Alevín de Fútbol 7. En las categorías de alevín y cadete actuó con asiduidad de mediocentro, posición que fue adelantando con el paso de los años por su vocación ofensiva.[cita requerida]
Durante el mercado de fichajes del verano de 2006, el Deportivo de La Coruña y Real Racing Club de Santander llegaron a un acuerdo en la operación por la que llegaba Pedro Munitis al Racing y el Dépor se hacía con el cincuenta por ciento de los derechos de un futuro traspaso de Sergio Canales, que entonces tenía solo quince años.
En 2008, el entrenador del primer equipo, Juan Ramón López Muñiz, lo escogió para reforzar la primera plantilla y con 17 años debutó en Copa de la UEFA, el 18 de septiembre de 2008, frente al  FC Honka Espoo en El Sardinero con victoria cántabra por 1 a 0.
El 5 de octubre de 2008 jugó su primer partido en Liga frente al Osasuna al sustituir en el minuto 81' a Edu Bedia en el Estadio Reyno de Navarra y el 29 de octubre de ese mismo año disputaba su primer encuentro de Copa en el Estadio Nueva Condomina frente al Real Murcia, en el que jugó los 90' minutos de partido. Durante esa temporada Canales sumó sus primeros 105 minutos en primera división a la vez que continuó esa temporada con el filial racinguista.
La temporada 2009-2010 fue la de su explosión futbolística. A lo largo de la campaña disputó 26 encuentros en Liga y marcó 6 goles. Sus dos primeros goles en primera los consiguió contra el RCD Español, en el El Prat el 6 de diciembre de 2009 con el resultado final de 0-4. Su consagración con el primer equipo llegó en enero de 2010, cuando marcó dos goles en el Sánchez Pizjuán frente al Sevilla F.C.

### Real Madrid C. F.

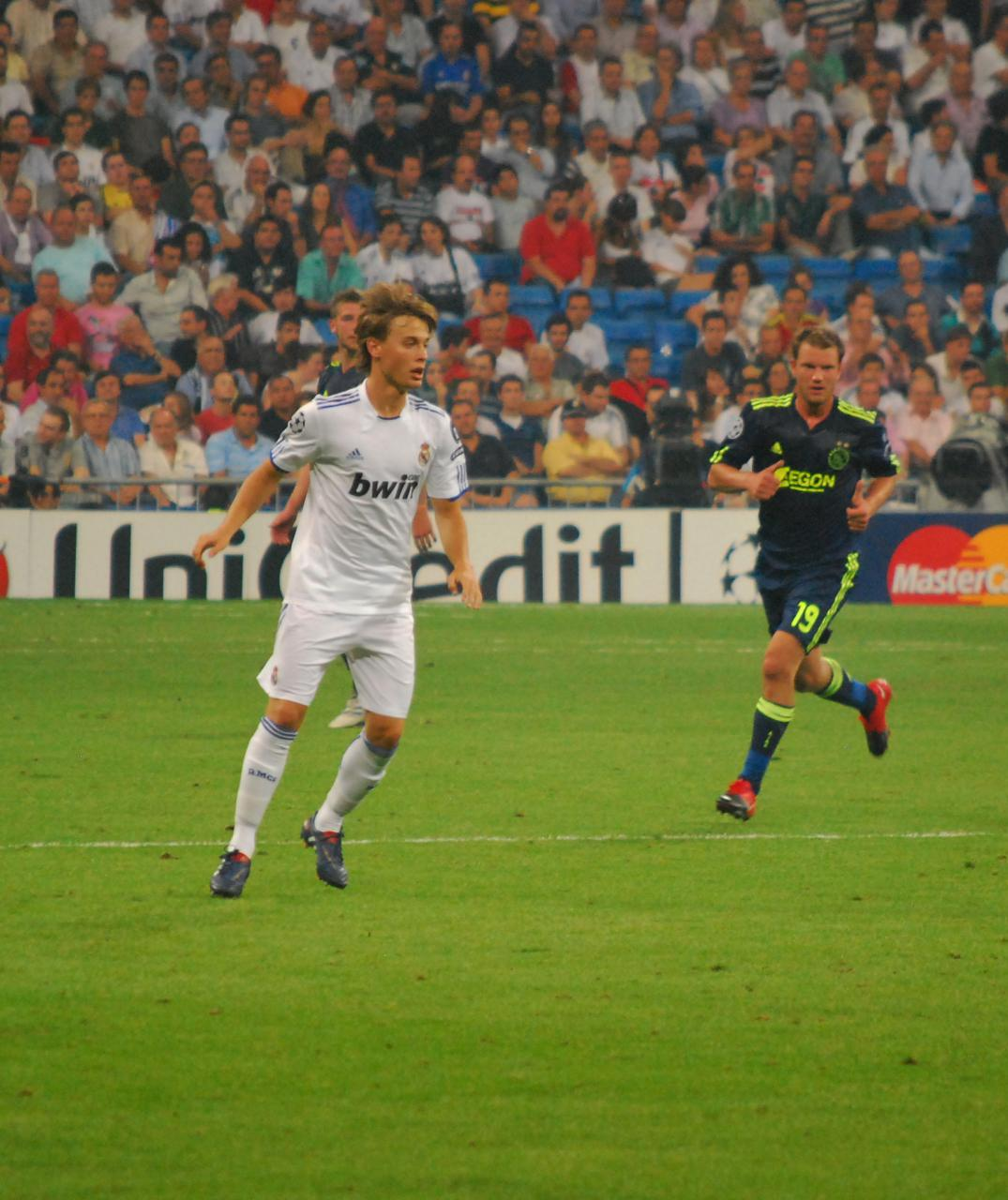
Canales en el partido de Liga de Campeones 2010-11 Real Madrid-Ajax.

Después de negociar también con algunos clubes ingleses, Canales se decidió por el Real Madrid, con el que se vinculó para las siguientes seis temporadas. El 12 de febrero de 2010, el Racing y el Real Madrid acordaron su traspaso. a partir de la temporada 2010-11, por un importe cercano a los 5 000 000 €. En una entrevista en la web del club, el exjugador madridista Paco Gento manifestaba «Canales ganará muchos títulos con el Real Madrid, como lo hice yo».
José Mourinho, entrenador entonces del Real Madrid, lo comparó con el también jugador madridista Guti.
La idea inicial del club madridista era que el jugador permaneciese cedido en el Racing en su primera temporada, pero el preparador portugués solicitó que se quedase en la plantilla madridista. Debutó  en un amistoso de pretemporada el 4 de agosto de 2010, en el que anotó un gol en la victoria por 3-2 contra el Club América. Inició la liga en el equipo titular el 29 de agosto, en un empate a cero ante el RCD Mallorca. Sin embargo a mitad de temporada perdió el favor de Mourinho que lo sustituyó en el descanso de un partido de copa frente al Murcia e insinuó que le faltaba intensidad en los entrenamientos. Acabó la temporada con muy pocos partidos y casi en el ostracismo del entrenador.

### Valencia C. F.

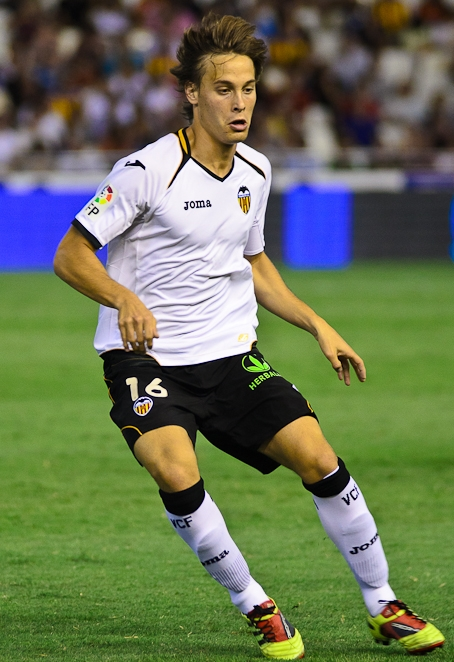
Canales con la camiseta del Valencia C. F. en 2011

El 4 de agosto de 2011 se acordó la cesión de Sergio Canales al Valencia C. F. para la temporada 2011-12 con opción de otra y una opción de compra. El equipo levantino se hacía cargo de la ficha del jugador por un millón y medio de euros debiendo pagar además otro millón  al Real Madrid por cada temporada en el equipo valenciano.
Sergio Canales debutó en Mestalla con la camiseta del Valencia Club de Fútbol, dorsal «16», el 27 de agosto de 2011 en un partido de Liga frente al equipo donde se había formado, el Racing de Santander, con victoria «Ché» por 4 a 3. Disputó 49' minutos de partido tras entrar en el descanso, mostrándose participativo y con mucha movilidad.
En la temporada 2011-12, el jugador sufrió dos roturas del ligamento cruzado de la rodilla derecha por las que tuvo que ser intervenido, en ambas ocasiones. La primera el 23 de octubre de 2011 en Mestalla mientras disputaba el partido frente al Athletic Club de Bilbao, que le mantuvo cinco meses de baja, y la otra, una recaída el 27 de abril de 2012 durante un partido frente al Atlético de Madrid en competición en la Liga Europa en el minuto 57' que le hizo perderse el resto de la temporada. Disputó en total 11 partidos esa campaña.
En julio de 2012, el Valencia CF adquirió en propiedad los derechos del jugador por un importe de 7 500 000 € y en agosto, firmaba su nuevo contrato hasta el 30 de junio de 2017.
El 23 de enero de 2013, nueve meses y tres días de su segunda lesión, saltó al césped en el minuto 70 en los cuartos de semifinal de Copa; Valencia - Real Madrid. Jugó su primer partido como titular en la vigésimo quinta jornada de liga, en el empate a dos en La Romareda ante el Real Zaragoza, jugando 53 minutos. Luego en las jornadas trigésimo primera y segunda, anotó sus primeros dos goles de la temporada, el primero en el empate a tres en Cornellá-El Prat ante el RCD Español y una semana después en la goleada 5-1 al Málaga CF en Mestalla.
El Valencia, no se pudo clasificar para la Liga de Campeones, en la que Canales jugó un total de 15 partidos, 7 como titular, anotando dos goles, recuperando su mejor versión en los últimas jornadas.
En la temporada 2013-14, con la llegada al banquillo valencianista de Miroslav Djukic, Canales comenzó la temporada alternando la titularidad con la suplencia. Anotó su primer gol en el partido de Liga Europa de la UEFA ante el FC St. Gallen, en el que el Valencia goleó 5-1 al conjunto suizo. Dos semanas después anotó de nuevo ante el mismo conjunto en terreno suizo (2:3).
Cuando el jugador, parecía que se había hecho un hueco en la titularidad, Miroslav Djukic fue destituido antes del parón navideño, por la mala trayectoria del equipo en liga. El nuevo entrenador fue el argentino Juan Antonio Pizzi, con el perdió la titularidad en el equipo, por lo que pidió salir durante el mercado invernal para intentar seguir su progresión tras las dos lesiones sufridas.

### Real Sociedad

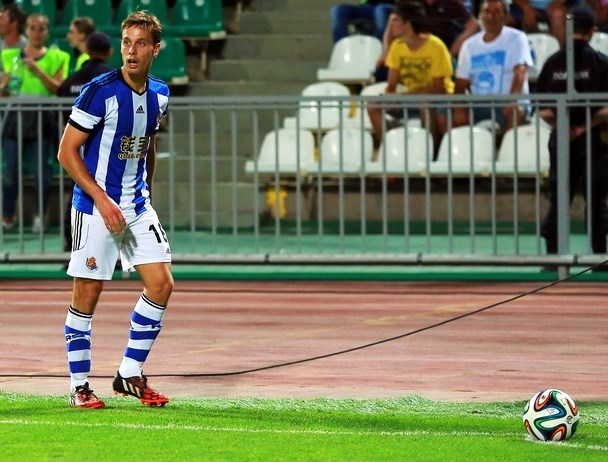
Canales sacando un córner frente al Krasnodar en la Europa League 2014-15

El 31 de enero el Valencia CF y la Real Sociedad llegaron a un acuerdo por el traspaso de Canales por 3,5 millones de euros más 1 millón de euros en cláusulas variables. Fue contratado por el conjunto txuri-urdin para las siguientes cuatro temporadas y media hasta el 30 de junio de 2018. El jugador debutó el 5 de febrero en las semifinales de Copa del Rey contra el FC Barcelona en el Camp Nou (2:0). Se ganó con rapidez un puesto como titular en la mediapunta del equipo de Jagoba Arrasate. Anotó su primer gol con los txuri-urdin el 12 de abril en un empate 2:2 a domicilio ante el RC Celta de Vigo. Una semana después volvería a anotar en la victoria por 2:1 ante el RCD Español en Anoeta. Acabó esa temporada con 17 partidos jugados y 2 goles.
Comenzó  la temporada 2014-15 marcando un gol en el partido de ida de la segunda fase previa de la Liga Europa de la UEFA ante el Aberdeen Football Club (2-0). En la jornada seis de la competición, el cántabro anotó el tanto del empate de la Real ante su exequipo, el Valencia C. F. (1:1). Cerró el año de su llegada a la Real con un gol ante el Levante U. D. en el Ciutat de Valencia.
El 13 de febrero anotó su tercer tanto esa temporada en un empate a 2 ante la U.D. Almería en el Estadio de los Juegos Mediterráneos. El 9 de marzo dio la victoria a la Real Sociedad gracias a un gol suyo ante el R. C. D. Espanyol (1:0). La Real acabó en la 12.ª posición, y él jugó 36 partidos, en los que marcó 4 goles y dio 3 asistencias.
El cántabro inició la liga 2015-16 como suplente, participando en el primer encuentro de la temporada ante el R.C. Deportivo de La Coruña tan solo cinco minutos. En los siguientes partidos, Canales se convirtió en titular, en detrimento de Xabi Prieto. Al ser sustituido David Moyes por Eusebio Sacristán, comenzó a ser titular habitual. Su primer gol de la temporada llegó el 16 de diciembre en la Copa del Rey, en el partido de vuelta de dieciseisavos ante la U. D. Las Palmas.
El 30 de diciembre de 2015, ante el Real Madrid en el Estadio Santiago Bernabéu, tras un mal giro mientras conducía el balón, se rompió por tercera vez un ligamento cruzado, esta vez de la rodilla izquierda. Esta nueva lesión le llevó a ser nuevamente intervenido quirúrgicamente y a permancer siete meses de baja.
Reapareció en la jornada 5 de la temporada 2016-17, ante la Unión Deportiva Las Palmas. Esa temporada, en la última jornada de liga ante el Celta de Vigo en Balaídos, botó el córner que acabó en el gol de Juanmi Jiménez que dio el pase a la Real a la Liga Europa de la UEFA. En el plano individual, el cántabro jugó 31 partidos, no marcó ningún gol, pero dio 4 asistencias.
El 20 de agosto de 2017 fue titular en la primera jornada de la Liga en una victoria por 2-3 ante el RC Celta de Vigo. En la Liga alternó suplencias y titularidades y fue un jugador importante en las rotaciones, aunque no fue titular habitual. Marcó su primer gol de la temporada, el 26 de octubre en la ida de la Copa del Rey ante el Lleida Esportiu en una victoria por 0-1. En la Liga Europa participó en todos los encuentros.
El 2 de febrero de 2017 anotó su primer tanto en La Liga ante el Deportivo de La Coruña, dando además una asistencia. Dos semanas después, el 18 de febrero, en la victoria por 3-0 ante el Levante U. D., dio una asistencia y marcó su tercer gol. Días después volvió a dar una asistencia en la Liga Europa, al igual que hizo en los siguientes partidos de la Liga ante Valencia C. F. y Deportivo Alavés.
El 8 de abril de 2018 Canales logró su tercer gol en Liga en la victoria por 5-0 ante el Girona F. C. Al final de la temporada 2017-18 el contrato de Canales con la Real Sociedad expiró, quedando el jugador libre.

### Real Betis

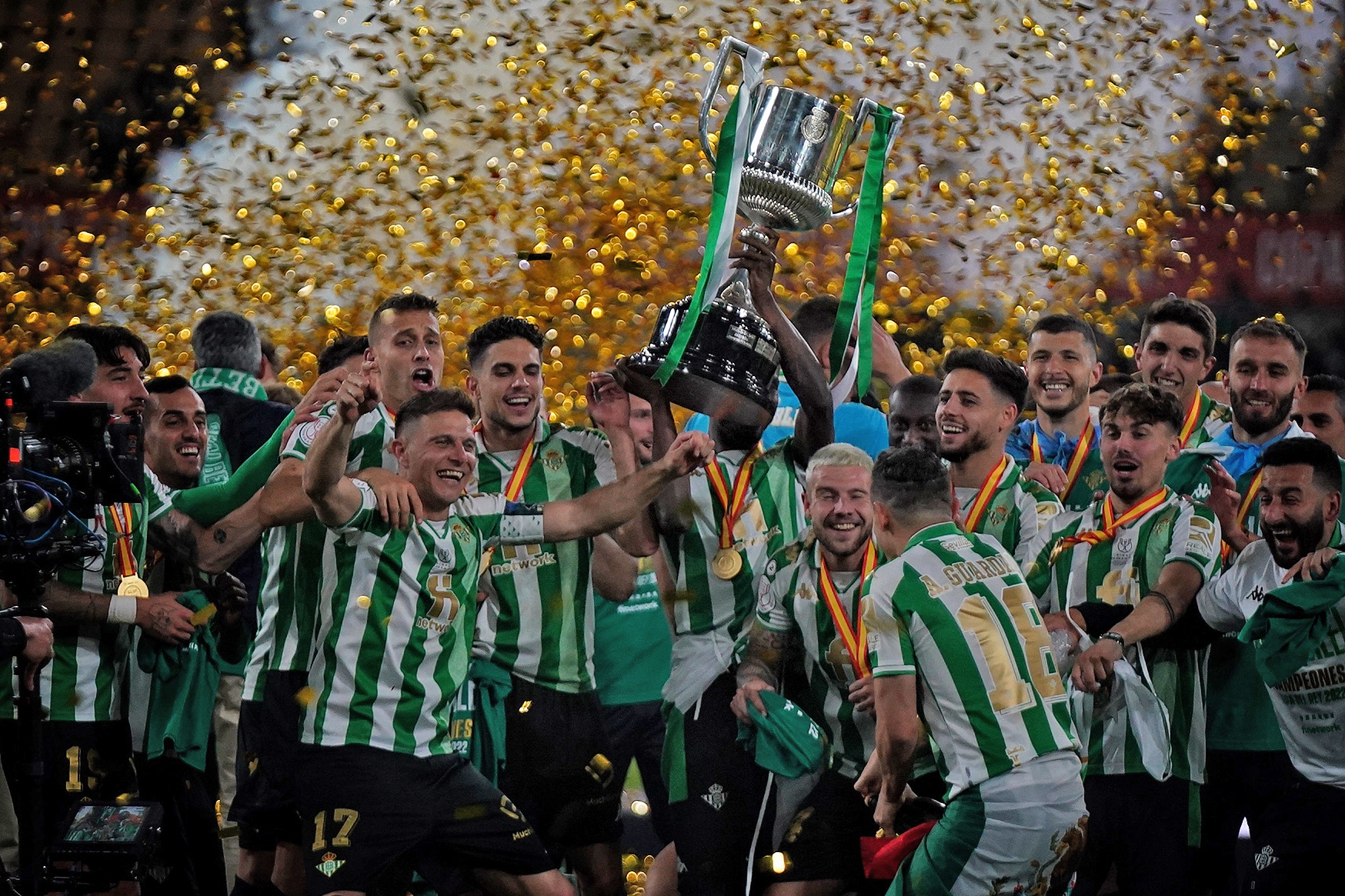
Celebración de los jugadores del Real Betis tras ganar la copa del Rey en 2022.

El 4 de julio de 2018, después de terminar su contrato con la Real Sociedad, fichó como nuevo jugador del Real Betis Balompié. El entonces entrenador verdiblanco, Quique Setién, que lo conocía desde niño y que ya intentó su contratación en 2017, fue el valedor de su llegada al club andaluz. En el equipo verdiblanco recuperó su mejor versión. Se convirtió en uno de los centrocampistas más destacados de La Liga y en titular indiscutible para sus entrenadores lo que le llevó a ser convocado y debutar con la selección nacional en 2019, con Luis Enrique como preparador.
En la temporada 2020-21, con Manuel Pellegrini en el banquillo bético, consiguió 10 goles, lo que supuso el mejor registro realizador de su carrera y contribuyó de forma decisiva a la clasificación del Betis a la Liga Europa de la UEFA.
Para la temporada 2021/22, fue nombrado uno de los capitanes del equipo. En diciembre amplió, por segunda vez, su contrato con el Real Betis hasta 2026. La campaña discurrió de forma brillante para Canales, con la consecución de la Copa del Rey y el quinto puesto de la liga y la clasificación para la Europa League.

### Club de Fútbol Monterrey
En julio de 2023, se anunció oficialmente que Sergio Canales se uniría a Rayados del Monterrey, un club de la Liga MX en México, en un traspaso que ascendió a 10 millones de dólares más 5 en variables. Su llegada al fútbol mexicano fue considerada una de las mejores contrataciones del mercado de verano en la Liga MX.
Su primer gol con el equipo fue el 8 de agosto del 2023 por los octavos de final de la Leagues Cup contra los Tigres de la UANL. Tras una falta del defensa Javier Aquino sobre el canterano Alí Ávila en el minuto 90+4, el árbitro señaló penal, donde Canales anotó con un tiro colocado y fuerte a la izquierda de Nahuel Guzmán, haciendo que el Clásico Regiomontano terminara con el marcador 1-0 y Rayados eliminando a su acérrimo rival.

## Selección nacional

### Categorías inferiores
Con la selección española sub-17 se proclamó campeón de la Eurocopa Sub-17 en Turquía en el año 2008. En la final, el equipo español se impuso a Francia por 4-0.
En 2009, con la selección española sub-18, se proclamó campeón de la XXXV Copa del Atlántico disputada en Gran Canaria. En la final del campeonato marcó un gol y fue proclamado mejor jugador del torneo.
En este mismo año, también disputó con la selección española sub-19 la Euro Sub-19 de 2009 que tuvo lugar en Ucrania, cayendo eliminados en la primera fase del torneo.
En 2010 fue convocado con la selección española sub-19 para disputar la Eurocopa Sub-19 celebrado en Francia del que la selección fue subcampeona.
En 2011 Canales entró en la lista para disputar el Mundial Sub-20, pero esta vez la selección no pasó de cuartos de final.
Él jugó en la clasificación para el Campeonato de Europa Sub-21 de 2013 en la que anotó tres veces, incluyendo un doblete contra Georgia; a pesar de perderse el partido de playoffs con Dinamarca fue nombrado en la lista de convocados para la final en Israel, pero se retiró del torneo tras sufrir una lesión en el primer partido del grupo contra Rusia, España pasó a ganar el trofeo.

### Absoluta
El 15 de marzo de 2019 fue convocado por el técnico de la selección española, Luis Enrique, de cara a los dos partidos de clasificación para la Eurocopa 2020 ante Noruega y Malta. Debutó en el encuentro del 23 de marzo disputado en el Estadio de Mestalla, ante Noruega.

#### Goles internacionales
| N.º | Fecha                   | Estadio                                     | Rival        | Gol | Resultado | Competición |
| --- | ----------------------- | ------------------------------------------- | ------------ | --- | --------- | ----------- |
| 1   | 11 de noviembre de 2020 | Johan Cruyff Arena, Ámsterdam, Países Bajos | Países Bajos | 0-1 | 1-1       | Amistoso    |

### Campeonatos en los que ha sido convocado

#### Participaciones en Copas del Mundo
| Mundial                | Sede     | Resultado        |
| ---------------------- | -------- | ---------------- |
| Mundial Sub-20 de 2011 | Colombia | Cuartos de final |

#### Participaciones en Eurocopas
| Eurocopa                | Sede    | Resultado      |
| ----------------------- | ------- | -------------- |
| Eurocopa Sub-17 de 2008 | Turquía | Campeón        |
| Eurocopa Sub-19 de 2009 | Ucrania | Fase de grupos |
| Eurocopa Sub-19 de 2010 | Francia | Subcampeón     |

## Estadísticas

### Clubes
Actualizado al último partido disputado el 31 de julio de 2025. Resaltadas temporadas en calidad de cesión.
| Club | Temporada     | Div.          | Liga  | Liga  | Liga   | Copas(1)     | Copas(1)     | Copas(1)     | Internacional(2) | Internacional(2) | Internacional(2) | Total(3) | Total(3) | Total(3) |
| Club | Temporada     | Div.          | Part. | Goles | Asist. | Part.        | Goles        | Asist.       | Part.            | Goles            | Asist.           | Part.    | Goles    | Asist.   |
| --- | ------------- | ------------- | ----- | ----- | ------ | ------------ | ------------ | ------------ | ---------------- | ---------------- | ---------------- | -------- | -------- | -------- |
| Racing de Santander "B" · España | 2008-09       | 2.ª B         | 20    | 1     | –      | Inaccesibles | Inaccesibles | Inaccesibles | Inaccesibles     | Inaccesibles     | Inaccesibles     | 20       | 1        | 0        |
| Racing de Santander "B" · España | 2009-10       | 2.ª B         | 8     | 3     | –      | Inaccesibles | Inaccesibles | Inaccesibles | Inaccesibles     | Inaccesibles     | Inaccesibles     | 8        | 3        | 0        |
| Racing de Santander "B" · España | Total club    | Total club    | 28    | 4     | 0      | 0            | 0            | 0            | 0                | 0                | 0                | 28       | 4        | 0        |
| 'Racing de Santander' · España | 2008-09       | 1.ª           | 6     | –     | 1      | 1            | –            | –            | 1                | –                | –                | 8        | 0        | 1        |
| 'Racing de Santander' · España | 2009-10       | 1.ª           | 26    | 6     | 4      | 5            | 1            | 1            | –                | –                | –                | 31       | 7        | 5        |
| 'Racing de Santander' · España | Total club    | Total club    | 32    | 6     | 5      | 6            | 1            | 1            | 1                | 0                | 0                | 39       | 7        | 6        |
| Real Madrid C. F. · España | 2010-11       | 1.ª           | 10    | –     | 1      | 3            | –            | –            | 2                | –                | –                | 15       | 0        | 1        |
| Real Madrid C. F. · España | Total club    | Total club    | 10    | 0     | 1      | 3            | 0            | 0            | 2                | 0                | 0                | 15       | 0        | 1        |
| Valencia C. F. · España | 2011-12       | 1.ª           | 11    | 1     | 2      | –            | –            | –            | 5                | –                | –                | 16       | 1        | 2        |
| Valencia C. F. · España | 2012-13       | 1.ª           | 13    | 2     | 2      | 1            | –            | –            | 1                | –                | –                | 15       | 2        | 2        |
| Valencia C. F. · España | 2013-14       | 1.ª           | 19    | –     | 1      | 3            | –            | –            | 5                | 2                | –                | 27       | 2        | 1        |
| Valencia C. F. · España | Total club    | Total club    | 43    | 3     | 5      | 4            | 0            | 0            | 11               | 2                | 0                | 58       | 5        | 5        |
| Real Sociedad · España | 2013-14       | 1.ª           | 16    | 2     | 2      | 2            | –            | –            | –                | –                | –                | 18       | 2        | 2        |
| Real Sociedad · España | 2014-15       | 1.ª           | 36    | 4     | 3      | 3            | –            | –            | 4                | 1                | –                | 43       | 5        | 3        |
| Real Sociedad · España | 2015-16       | 1.ª           | 16    | –     | 1      | 2            | 1            | –            | –                | –                | –                | 18       | 1        | 1        |
| Real Sociedad · España | 2016-17       | 1.ª           | 31    | –     | 4      | 6            | –            | –            | –                | –                | –                | 37       | 0        | 4        |
| Real Sociedad · España | 2017-18       | 1.ª           | 36    | 4     | 5      | 2            | 1            | –            | 7                | –                | 6                | 45       | 5        | 11       |
| Real Sociedad · España | Total club    | Total club    | 135   | 10    | 15     | 15           | 2            | 0            | 11               | 1                | 6                | 161      | 13       | 21       |
| Real Betis Balompié · España | 2018-19       | 1.ª           | 32    | 7     | 2      | 8            | 1            | –            | 6                | 1                | 1                | 46       | 9        | 3        |
| Real Betis Balompié · España | 2019-20       | 1.ª           | 36    | 6     | 6      | 1            | –            | –            | –                | –                | –                | 37       | 6        | 6        |
| Real Betis Balompié · España | 2020-21       | 1.ª           | 31    | 8     | 6      | 3            | 2            | –            | –                | –                | –                | 34       | 10       | 6        |
| Real Betis Balompié · España | 2021-22       | 1.ª           | 34    | 5     | 7      | 6            | 2            | 1            | 8                | 1                | 3                | 48       | 8        | 11       |
| Real Betis Balompié · España | 2022-23       | 1.ª           | 31    | 4     | 3      | 3            | –            | –            | 8                | 2                | –                | 42       | 6        | 3        |
| Real Betis Balompié · España | Total club    | Total club    | 164   | 30    | 24     | 21           | 5            | 1            | 22               | 4                | 4                | 207      | 39       | 29       |
| Club de Fútbol Monterrey · México | 2023-24       | 1.ª           | 25    | 11    | 4      | -            | -            | –            | 12               | 2                | 0                | 37       | 13       | 4        |
| Club de Fútbol Monterrey · México | 2024-25       | 1.ª           | 39    | 17    | 12     | -            | -            | -            | 7                | 1                | 1                | 46       | 18       | 13       |
| Club de Fútbol Monterrey · México | 2025-26       | 1.ª           | 4     | 1     | 1      | -            | -            | -            | 3                | 2                | 0                | 7        | 3        | 1        |
| Club de Fútbol Monterrey · México | Total club    | Total club    | 68    | 29    | 17     | -            | -            | -            | 20               | 4                | 1                | 90       | 34       | 18       |
| Total carrera | Total carrera | Total carrera | 480   | 82    | 67     | 49           | 8            | 2            | 67               | 11               | 11               | 598      | 102      | 79       |
| (1) Incluye datos de Copa del Rey (2008-Act.). (2) Incluye datos de Liga Europa (2008-09, 2011-12, 2013-14, 2014-15, 2017-19, 2021-23); Liga de Campeones (2010-13); Leagues Cup (2023-25); Liga de Campeones de la Concacaf (2024); Mundial de clubes (2025). (3) No incluye datos de partidos amistosos. |               |               |       |       |        |              |              |              |                  |                  |                  |          |          |          |

## Palmarés

### Títulos nacionales
| Título       | Club                | País   | Año     |
| ------------ | ------------------- | ------ | ------- |
| Copa del Rey | Real Madrid C. F.   | España | 2010-11 |
| Copa del Rey | Real Betis Balompié | España | 2021-22 |

### Títulos internacionales
| Título                      | Club (*)            | País         | Año  |
| --------------------------- | ------------------- | ------------ | ---- |
| Eurocopa Sub-17             | España sub-17       | Turquía      | 2008 |
| Copa del Atlántico          | España sub-18       | España       | 2009 |
| Eurocopa Sub-21             | España sub-21       | Israel       | 2013 |
| Liga de Naciones de la UEFA | Selección de España | Países Bajos | 2023 |

(*) Incluyendo la selección.

### Distinciones individuales
| Distinción                                                      | Año  |
| --------------------------------------------------------------- | ---- |
| Mejor jugador en la XXXV Copa del Atlántico                     | 2009 |
| Premio a los Nuevos Valores en la Gala del Deporte de Cantabria | 2009 |
| Draft de Oro                                                    | 2010 |
| Draft de Oro                                                    | 2011 |
| Incluido en el Equipo de la Temporada de La Liga según la UEFA  | 2019 |
| Incluido en el Equipo de la Temporada de La Liga                | 2022 |
| Liga MX All Star                                                | 2024 |

## Vida personal
Mantiene una relación desde la adolescencia con Cristina Llorens, periodista de profesión, el 4 de junio de 2016 se casaron en Ibiza, el 2 de abril de 2018 dieron la bienvenida a su primera hija, India Canales Llorens; el 24 de enero de 2020 nació su segundo hijo, Noah Canales Llorens; en primavera de 2022 anunciaron que estaban esperando a su tercera hija.